# كاثرين غرينير
كاثرين غرينير (بالإنجليزية: Kathryn Greiner)‏ هي عاملة إجتماعية أسترالية، ولدت في 1946.